# Celio
Pour les articles homonymes, voir Celio (homonymie).
Celio est une entreprise française de prêt-à-porter masculin fondée par Maurice Grosman.

## Historique
En 1970, Maurice Grosman et son épouse ouvrent une boutique de prêt-à-porter féminin, CLEO 3000 rue Saint-Lazare à Paris. Ils décident de changer de cible et de proposer des vêtements pour hommes. Un changement d’enseigne s’impose alors : ce sera Celio. Leurs fils, Marc et Laurent Grosman les rejoignent dans l’aventure. Ils ouvrent en 1981 un deuxième magasin dans la même rue, puis rapidement, trois autres dans Paris.
À partir de 1986, Celio s'installe dans des centres commerciaux et ouvre son 100e magasin en France en 1992, année où la marque s'internationalise et ouvre un magasin en Belgique. En 2002, le magasin amiral (flagship) est inauguré sur les Champs-Élysées à Paris.
En 2005, Marc et Laurent Grosman rachètent 51 % du capital du groupe de prêt-à-porter féminin Jennyfer, qui détient 350 magasins. Jennyfer est revendu en 2018 à un consortium animé par Sébastien Bismuth.
En 2018, Celio compte 1 100 magasins répartis dans 50 pays et emploie 4 000 personnes puis plus de 1 300 l'année suivante dont plus d'un demi-millier en France.
L'année 2019 voit le lancement d'une nouvelle identité de marque avec pour baseline « Twist it* » et une boutique éphémère (pop up store) est ouverte à la Crèmerie de Paris, dans l'hôtel de Villeroy, en collaboration avec Pokemon.
En 2019, Celio réalise 465 millions d'euros de chiffre d'affaires en France.
La crise sanitaire du printemps 2020 place l'enseigne en difficulté, ce qui amène sa direction à demander son placement sous procédure de sauvegarde. La fermeture pendant cette période des 1 585 magasins Celio présents dans le monde affecte de près de 100 millions d'euros les finances du groupe.
Quinze mois après l'ouverture de la procédure de sauvegarde, la direction annonce la stratégie de relance qui prévoit initialement un PSE incluant la fermeture de 102 magasins en succursales et donc la suppression de 383 postes,. Joannes Soënen, après environ un an à la tête de Camaïeu où il a échoué à racheter l'entreprise, prend la direction de Celio fin 2020. Finalement, ce sont 130 points de vente qui sont fermés. Une baisse des prix est entamée, ainsi que la remise en cause de l'offre.
En décembre 2022, Celio rachète la marque Camaieu pour 1,8 million d'euros sans reprendre les magasins ni la logistique de l'entreprise.
En juin 2025, Celio intègre un projet de reprise d'une partie des magasins Jennyfer avec le groupe Beaumanoir. Celio récupère ainsi 7 magasins et 47 salariés qui sont intégrés au groupe avec disparition du nom de l'enseigne Jennyfer, placée en liquidation judiciaire.

## Logos (identité visuelle)

Logotypes de l'entreprise

## Critiques
Le documentaire de Jérôme Revon, Guilaine Chenu et Françoise Joly d'Envoyé spécial diffusé en 2013 - France 2,
Textile, mode toxique ?, montre une usine qui fabrique pour différentes enseignes dont Celio. Le reportage montre des images d'un atelier utilisant des colorants toxiques à Dacca, au Bangladesh.
Ces vêtements ne sont pas conformes à la norme REACH qui dispose qu'aucun colorant utilisé ne doit être nocif pour l'organisme.
La société n'a pas été sollicitée par les journalistes du documentaire Envoyé spécial.
En février 2018, une internaute publie sur Facebook une photo de la devanture du magasin rue du Gros Horloge à Rouen présentant des vêtements lacérés au cutter qui avaient été jetés dans les poubelles de l'enseigne et ont ensuite été accrochés aux grilles métalliques par un passant. Ce fait est détaillé dans l'émission Capital lors d'un reportage du journaliste Guillaume Cahour intitulé Vêtements, aliments, produits neufs : révélations sur un gaspillage industriel scandaleux diffusé en janvier 2019 sur la chaîne M6[source secondaire souhaitée]. L'entreprise revient sur ces anciennes pratiques du secteur et présente celles qu'elle a mis en place depuis plus d'un an, notamment le recyclage et la transformation des articles invendables et non collectés par les associations en matériaux d'isolation[source secondaire souhaitée].